# إدفارد هاغا
إدفارد هاغا هو سياسي فنلندي، ولد في 19 أكتوبر 1893 في Vörå ‏ في فنلندا، وتوفي في 21 يناير 1968. نشط حزبياً في حزب الشعب السويدي. وقد انتخب عضو برلمان فنلندا ‏.